# Квартал Шахаб (Нахчыван)

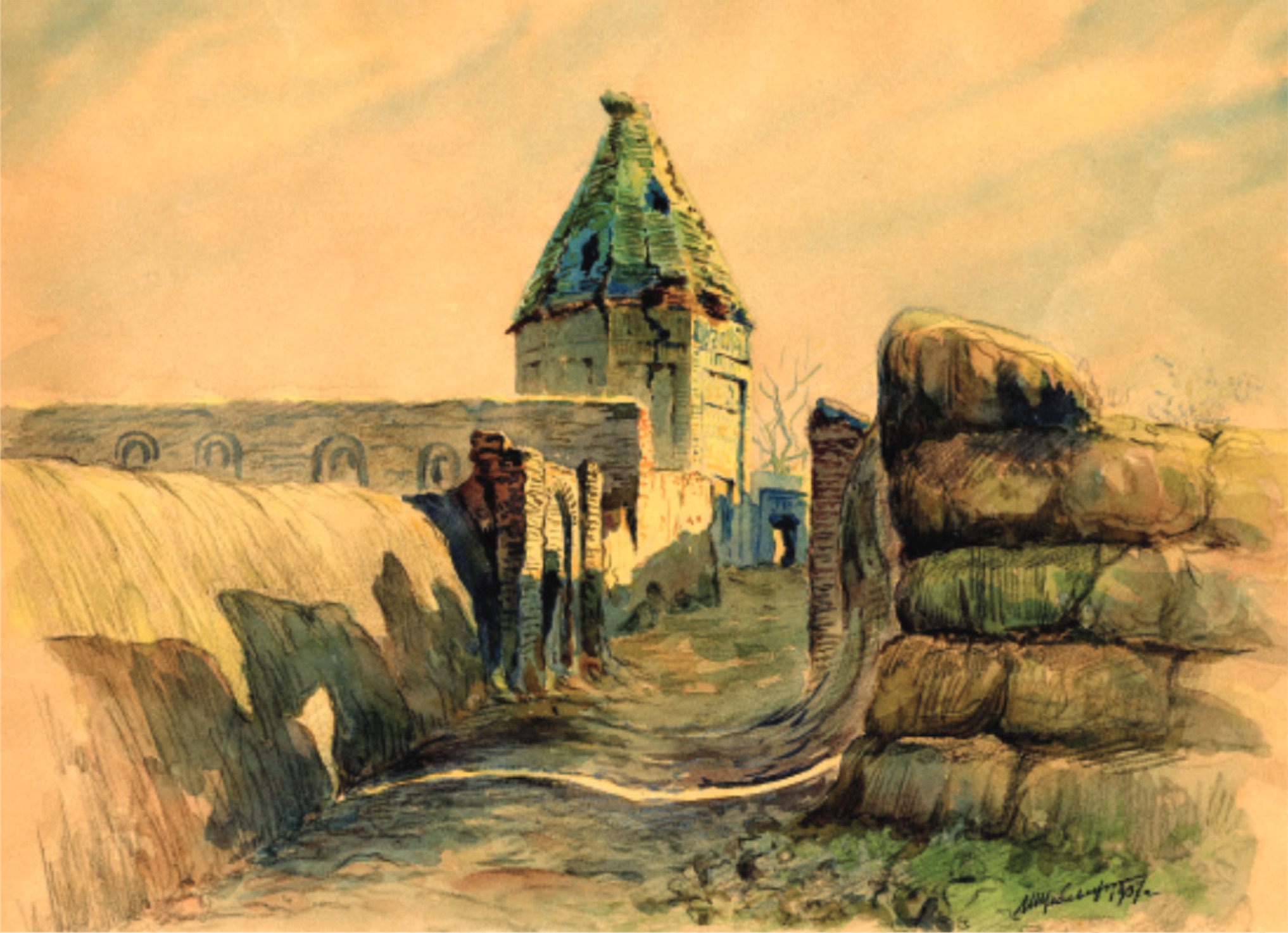
Гробница Юсифа ибн Кусейра и часть квартала Шахаб в 1937 году. Художник И. Щеблыкин.

Квартал (махалля) Шахаб (азерб. Şahab məhəlləsi) — один из самых древних кварталов города Нахичевани, расположенный между кварталами Гурдлар, Пиргамиш и Анбар и находящийся в конце речки «Сёюдлю арх», вытекающей из реки Базар.

## Этимология
Топоним квартала также был связан с каналом, который происходит от слова «длинный водный канал» (азерб. «uzun su arxı»). Другие варианты этимологии — связь с найденным в квартале вымытым дождем метеоритом (буквально «текущая звезда») или с фамилией Шахбану, ветвью рода Кенгерлинских.

## История
И. Шопен писал, что «в старину Нахчыван состоял из четырех кварталов: Алихан, Шахаб, Гурдлар, Сарбанлар».

## Достопримечательности
В квартале расположена гробница Юсифа ибн Кусейра. Внешний вид мавзолея и окружающей части квартала был в конце 30-х годов зафиксирован художником и археологом Щеблыкиным, работы которого отличаются в том числе высокой научной достоверностью.
В двухстах метрах от мавзолея находилась мечеть квартала Шахаб — Мечеть Султана Махмуда — XVIII века. По мнению К. Н. Смирнова (ум. 1938) мечеть с архитектурной точки зрения ничего из себя не представляла, будучи построена в виде обыкновенного (хотя и большого) дома. В 1930-х годах она использовалась как конюшня для гарнизона Нахичевани, а затем была разобрана.

## Население
В 1590 году в квартале было 14 налогоплательщиков-мусульман. В первой половине XIX века в квартале проживал 91 ремесленник.

## Природный облик
На территории квартала посажены тут, орех, абрикос, яблоня и вишня. Верховный Меджлис Нахчыванской АР в последние годы ускорил работы по благоустройству и восстановлению кварталов Нахичевани. На зеленых улицах и площадях квартала были посажены декоративные кусты, платан, акация, нарбенд (вид ели, крона которой похожа на гранат - отсюда название дерева), вечнозеленые кусты можжевельника и ароматные розы.

## Источник
1. 1 2 3  Абдуллаев Арзу Камал оглу Описание города Нахчыван (недоступная ссылка)
2. ↑  Нахчыван на картинах русского художника И.П.Щеблыкина (недоступная ссылка — история). docplayer.ru. Дата обращения: 18 марта 2021.
3. 1 2  Ш. Мустафаев. Нахичеван в конце XVI в.. — Москва: MBA, 2016. — 212 p. с. — ISBN 978-5-9909251-1-3, 5-9909251-1-5. Архивировано 6 мая 2021 года.
4. ↑  К. Н. Смирнов, «Материалы по истории этнографии Нахичеванского края», Баку, «Озан», 1999, ст. 156.
5. ↑  modern az. İbadət evləri: hansı rayonda necə məscid var? - VI YAZI. modern.az. Дата обращения: 18 марта 2021.
6. ↑  Bağırov Feyruz Abdulla oğlu. Naxçıvanın təbii sərvətləri :: Presidential Library. Elektron kitablar :: Presidential Library. Дата обращения: 6 мая 2021. Архивировано 6 мая 2021 года.